# Kelly Olynyk
Kelly Tyler Olynyk (nascut el 19 d'abril de 1991 a Toronto, Ontario) és un jugador de bàsquet canadenc que pertany a la plantilla dels Utah Jazz de l'NBA. Amb 2,13 d'alçària, el seu lloc natural en la pista és el d'aler pivot.

## Trajectòria deportiva

### Universitat
Va jugar durant tres temporades amb els Bulldogs de la Universitat Gonzaga, en les quals va fer de mitja a 8,9 punts i 4,5 rebots per partit. Va ser inclòs en la seua última temporada en el primer equip consensuat All-American, i triat Jugador de l'Any de la West Coast Conference, després de fer de mitjana 17,8 punts i 7,3 rebots per partit.

### Professional
Va ser triat en la tretzena posició del Draft de l'NBA de 2013 per Dallas Mavericks, però va ser immediatament traspassat a Boston Celtics en canvi dels drets sobre Lucas Nogueira i dos futures segones rondes del draft.
El 22 de maig de 2014, Olynyk va ser nomenat en el segon millor quintet de rookies de l'NBA en la temporada 2013-14.
El 26 d'abril de 2015 va lesionar al jugador de Cleveland Cavaliers, Kevin Love, que es va perdre la resta dels playoff. La lesió de Love va deixar a l'equip de LeBron James sense una de les seues peces claus a la recerca d'anell de l'NBA.